# Liste der Chief Minister von Chhattisgarh
Die folgende Tabelle listet die Chief Minister von Chhattisgarh mit Amtszeit und Parteizugehörigkeit auf.
| # | Name           | Amtsantritt       | Ende der Amtszeit | Partei                     |
| 1 | Ajit Jogi      | 1. November 2000  | 6. Dezember 2003  | Indischer Nationalkongress |
| 2 | Raman Singh    | 7. Dezember 2003  | 11. Dezember 2018 | Bharatiya Janata Party     |
| 3 | Bhupesh Baghel | 17. Dezember 2018 | 13. Dezember 2023 | Indischer Nationalkongress |
| 4 | Vishnu Deo Sai | 13. Dezember 2023 | amtierend         | Bharatiya Janata Party     |